# Island of Fire
Island of Fire (conocida en Latinoamérica como El prisionero) es una película de acción de Hong Kong y Taiwán estrenada en 1990, dirigida por Kevin Chu y protagonizada por Jackie Chan, Andy Lau, Sammo Hung y Tony Leung Ka-fai.

## Sinopsis
Wang Wei (Tony Leung Ka-fai) es un oficial de policía que se infiltra en una prisión, con la esperanza de determinar cómo las huellas dactilares de un delincuente recientemente asesinado podrían pertenecer a un estafador que había sido ejecutado tres meses antes. Mientras está adentro, es torturado al involucrarse en asuntos internos de la prisión.
Sus compañeros en prisión incluyen a Da Chui (Jackie Chan), quien accidentalmente mató a un jugador de cartas mientras trataba de recaudar dinero para una operación para salvar la vida de su novia, Iron Ball (Andy Lau), quien fue encarcelado por vengarse de la muerte de su hermano, Kui (Jimmy Wang Yu), un líder de los prisioneros y Fatty (Sammo Hung), un preso compasivo que con frecuencia escapa para visitar a su pequeño hijo.

## Reparto
- Tony Leung Ka-fai como Wang Wei
- Jackie Chan como Da Chui
- Andy Lau como Iron Ball
- Sammo Hung como Fatty John Liu Hsi-chia
- Barry Wong como el inspector Wong
- Jimmy Wang como Kui
- Tou Chung-hwa como Chiu
- Jack Kao como Ho Lin